# Wellington (Kansas)
Wellington – miasto w Stanach Zjednoczonych, w stanie Kansas, w hrabstwie Sumner.